# Bulbophyllum stenobulbon
Bulbophyllum stenobulbon är en orkidéart som beskrevs av C.S.P.Parish och Heinrich Gustav Reichenbach. Bulbophyllum stenobulbon ingår i släktet Bulbophyllum och familjen orkidéer. Inga underarter finns listade i Catalogue of Life.

## Bildgalleri

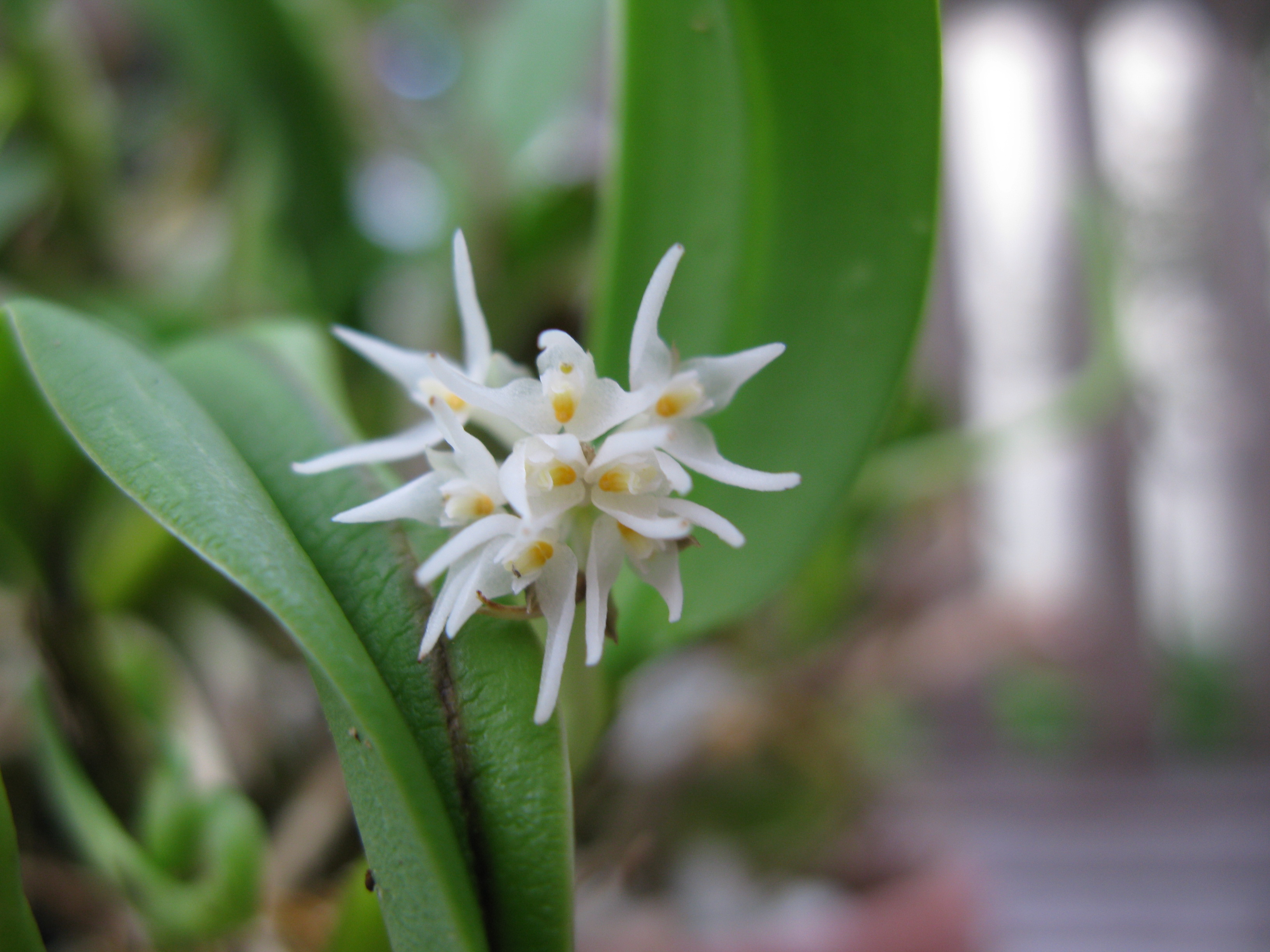